# 萨拉赫·梅日耶夫
萨拉赫·哈吉·梅日耶夫（俄语： Салах-Хаджи Межиев），自2014年以来的车臣大穆夫提，车臣共和国穆斯林信仰管理局主席。

## 又见
- 2016年格罗兹尼逊尼派国际会议